# Adria Airways
Adria Airways – słoweńskie narodowe linie lotnicze, działające w latach 1961–2019, z siedzibą w Lublanie. Miały połączenia z 24 krajami, głównie w Europie. Należały do sojuszu Star Alliance. Głównym węzłem był Port lotniczy Lublana.

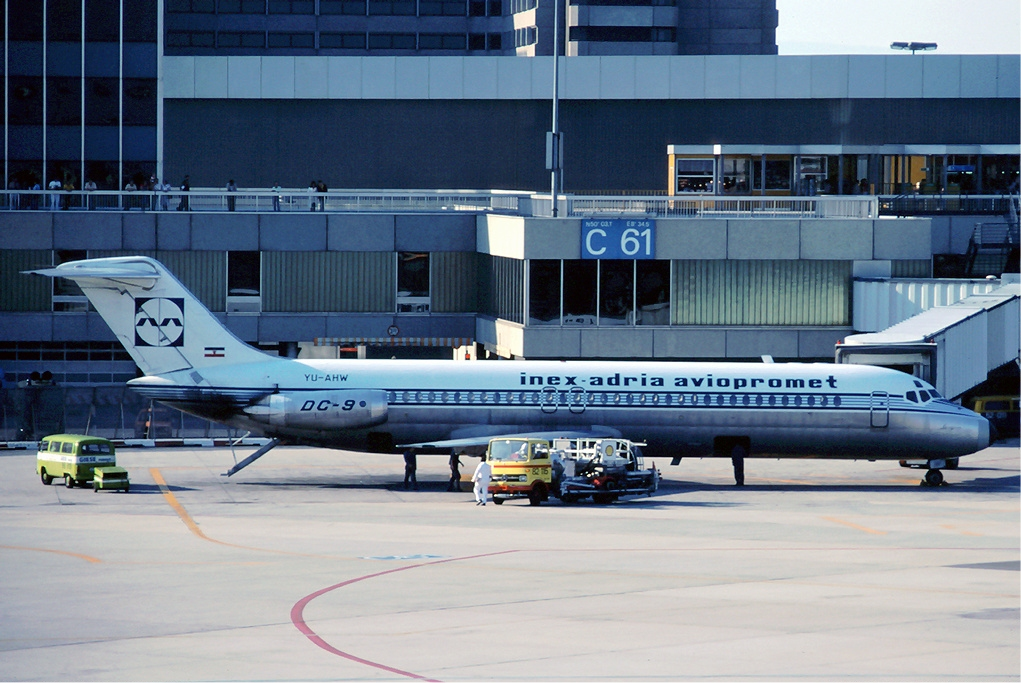
Douglas DC-9 na lotnisku we Frankfurcie w 1976

Założone w Lublanie, w Jugosławii pod nazwą Adria Airways 14 marca 1961. W grudniu 1968 przemianowane na Inex-Adria Airways, jednak 1 maja 1986 powrócono do oryginalnej nazwy.
Linia do 30 czerwca 2017 posiadała bazę w porcie lotniczym Łódź (samolot Bombardier CRJ-700 o nazwie Łódź). Linia złożyła wniosek o upadłość 30 września 2019 z powodu niewypłacalności. Tego samego dnia przewoźnik zawiesił wszystkie loty.

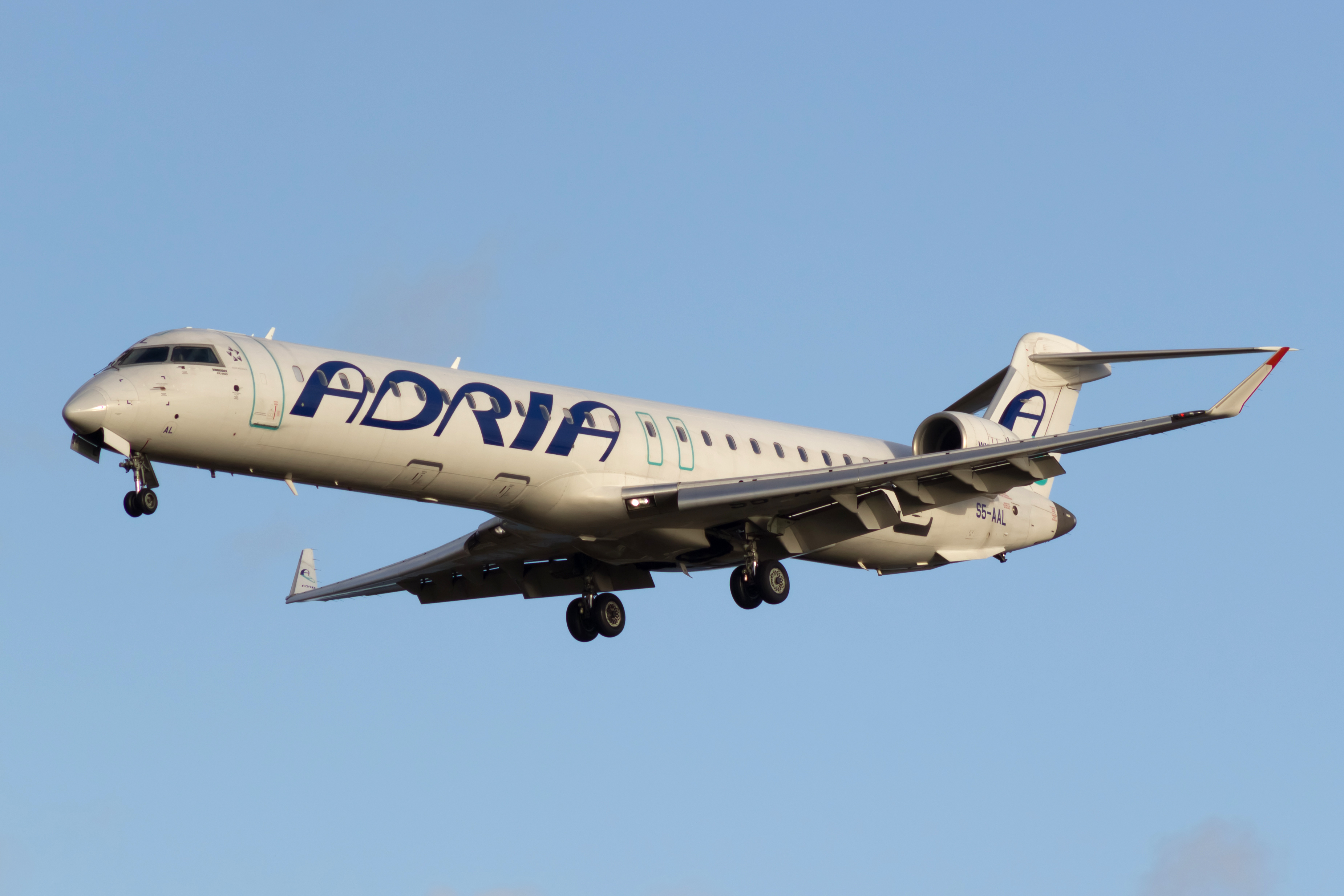
Bombardier CRJ-900 w 2015

## Flota
| Samolot                       | Samolot  | Okres dostawy | Okres wycofania | Uwagi                                        |
| Model                         | Wycofane | Okres dostawy | Okres wycofania | Uwagi                                        |
| ----------------------------- | -------- | ------------- | --------------- | -------------------------------------------- |
| Airbus A319-100               | 3        | 2010-2015     | 2019            |                                              |
| Airbus A320-200               | 6        | 1990-2015     | 1990-2015       |                                              |
| BAC 1-11 Series 500           | 5        | 1986-1987     | 1986-1987       | W leasingu od TAROM                          |
| Boeing 737-400                | 1        | 2007          | 2007            | W leasingu od Ukraine International Airlines |
| Boeing 737-500                | 3        | 2006-2008     | 2006-2009       | W leasingu od Ukraine International Airlines |
| Bombardier CRJ-100            | 2        | 2002          | 2002-2011       |                                              |
| Bombardier CRJ-200            | 7        | 1998-2008     | 2008-2016       |                                              |
| Bombardier CRJ-700            | 3        | 2015-2019     | 2018-2019       |                                              |
| Bombardier CRJ-900            | 9        | 2007-2018     | 2019            |                                              |
| De Havilland Canada DHC-7-100 | 2        | 1984-1985     | 1998            |                                              |
| Douglas DC-8-50               | 1        | 1972          | 1972            |                                              |
| Fokker 100                    | 1        | 2008          | 2008            |                                              |
| McDonnell Douglas DC-9-30     | 10       | 1970-1981     | 1971-1999       |                                              |
| McDonnell Douglas DC-9-50     | 2        | 1985          | 1989            |                                              |
| McDonnell Douglas MD-81       | 1        | 1981          | 1995            |                                              |
| McDonnell Douglas MD-82       | 4        | 1981-1983     | 1994-1995       |                                              |
| Saab 340                      | 2        | 2006          | 2007-2008       |                                              |
| Saab 2000                     | 6        | 2018          | 2019            |                                              |
| Łącznie                       | 68       |               |                 |                                              |